# Белгород Киевский
Бе́лгород Ки́евский (ст.‑слав. Бѣлъгород) — древнерусский город в Киевском княжестве, игравший большую роль в обороне Киева от внешних врагов и во время княжеских междоусобиц. Являлся значимым экономическим и культурным центром Южной Руси.

## Расположение

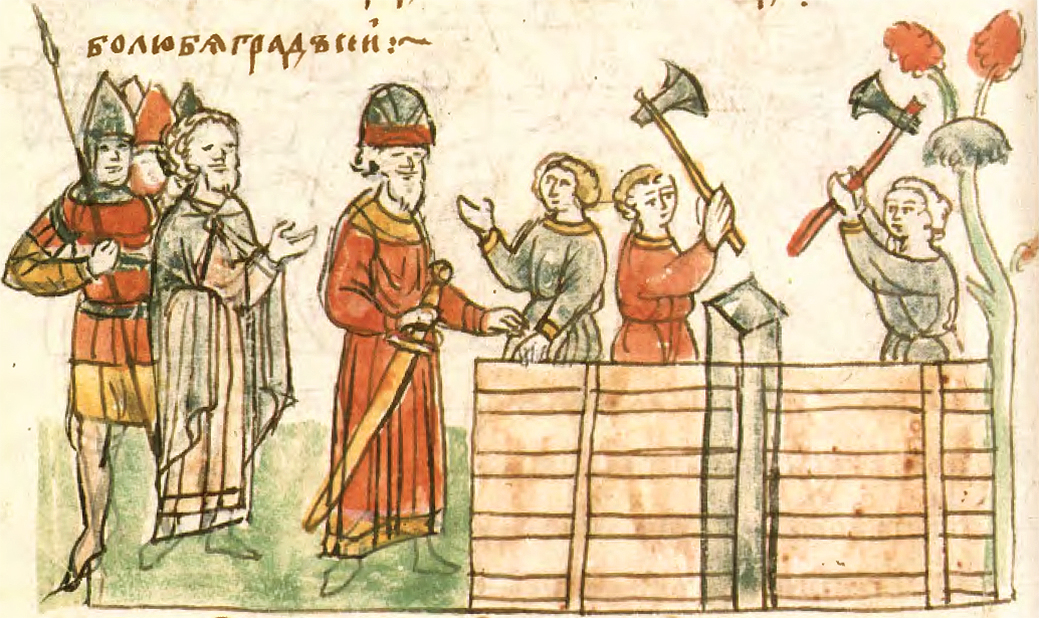
Закладка Белгорода князем Владимиром. Миниатюра Радзивилловской летописи

Белгород находился на правом берегу реки Ирпень в 23 км к западу от Киева, где сегодня расположено село Белогородка Киево-Святошинского района. Через Белгород Киевский проходил Киево-Белзский путь — важный торговый путь, соединявший столицу Руси с Галицко-Волынским княжеством и ведший далее в Центральную Европу до германского Регенсбурга.

## История
Местность Белгорода была заселена с древнейших времён, о чём свидетельствуют остатки поселения трипольской культуры середины III тысячелетия до н. э. Во второй половине I тысячелетия здесь было укреплённое славянское поселение. Первое упоминание Белгорода в летописи относится к 980 году в связи нахождением здесь княжеского дворца, где, по свидетельству летописца, князь Владимир Святославич держал 300 наложниц. Впрочем, существование Белгорода ранее 991 года современными историками ставится под сомнение. В 991 году Владимир построил в Белгороде Киевском крупную крепость, которая стала одним из самых прочных форпостов в обороне Киевской Руси от кочевников. Князь «собрал в него от иных городов, и много людей свёл в него, потому что любил град сей». Уже с 992 года в Белгороде существовало епископство.

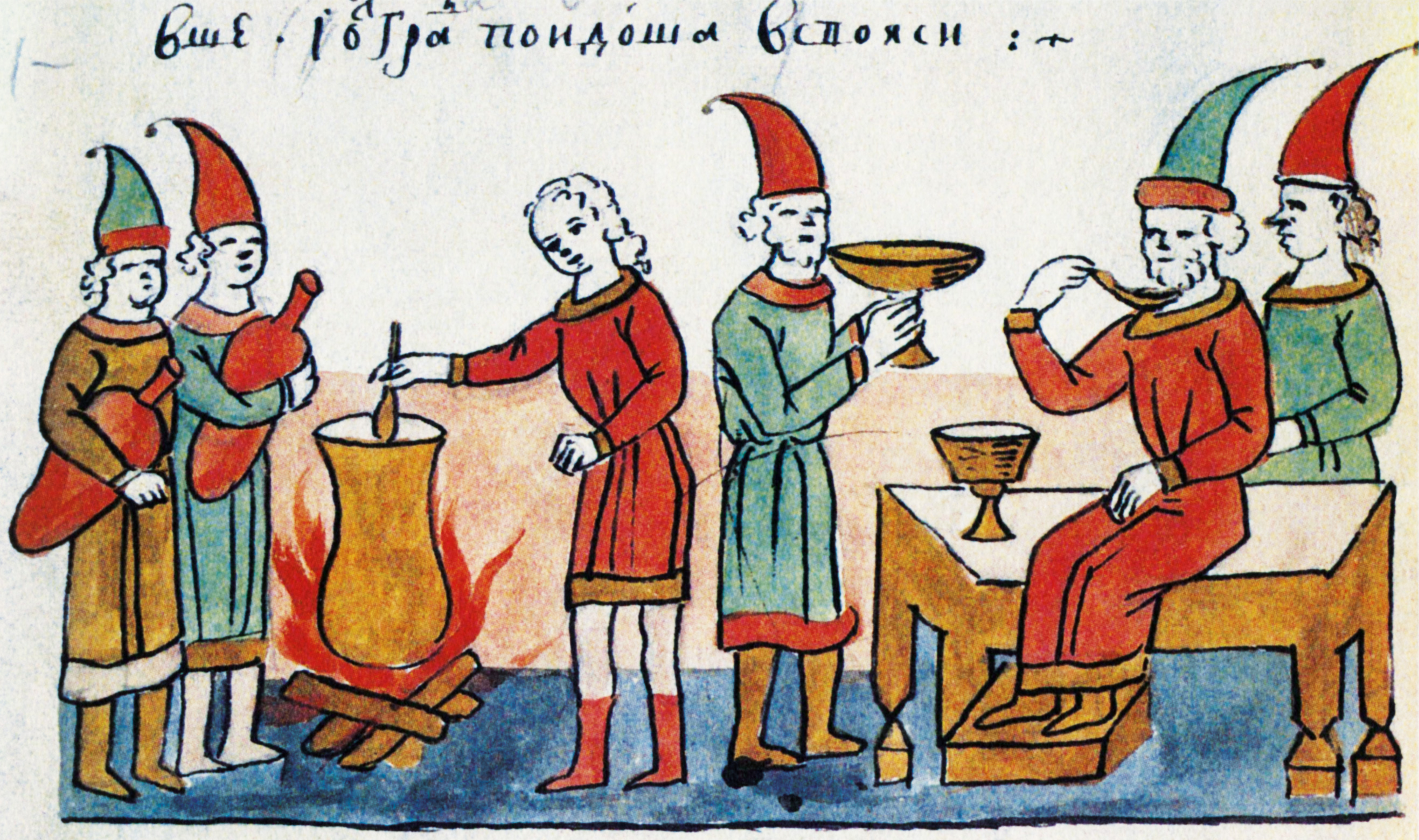
Легенда о белгородском киселе. Миниатюра Радзивилловской летописи

Под стенами Белгорода не раз происходили бои, которые решали судьбу Древнерусского государства. Один из эпизодов длительной борьбы с печенегами отражён в легенде о «белгородском киселе», записанной в летописи под 997 годом. В ней рассказывается, как печенеги, воспользовавшись отсутствием Владимира Святославича, осадили Белгород. В городе начался голод. По совету изобретательного горожанина жители выкопали два колодца, в один из них опустили бочку с киселём, во второй — с мёдом и угостили ими приглашенных печенежских послов. Поверив, что сама земля кормит белгородцев, печенеги сняли осаду.
Белгород Киевский играл значительную роль в политической жизни Древней Руси. Он был временной резиденцией киевских князей. Отражением высокого значения Белгорода было наличие в городе собственного епископа. В начале XII века Владимир Мономах посадил в Белгороде своего старшего сына Мстислава с намерением сделать его впоследствии великим князем. В XII веке — центр небольшого удельного Белгородского княжества, которым правили ближайшие родственники великого князя либо его союзники. Претендуя на киевский престол, в 1151 году город стремился захватить князь Юрий Долгорукий. В ходе междоусобной войны на Руси 1158—1161 годов Белгород пережил две осады (осада 1158 года и осада 1161 года), в которых князь Мстислав Изяславич одержал верх над князем Изяславом Давыдовичем.
После разрушения монголами в 1240 году Белгород пришёл в упадок. Жизнь возобновилась только в небольшой части — на месте древнего детинца, где найдены жилища позднейших периодов. В польско-литовский период древний Белгород превратился в село, получившее название Белогородка.

## Укрепления и внутренняя структура
Высокое плато (до 50 м) над заболоченным берегом реки с крутыми склонами с запада и юга создали здесь естественную крепость, которая в дальнейшем была укреплена валами и рвами. Славянское мысовое городище округлой формы, существовавшее здесь во второй половине I тысячелетия, имело площадь 8,5 га и частично сохранилось в южной части. Крепость, основанная Владимиром Святославичем, значительно расширила территорию Белгорода Киевского. За валами с восточной и южной сторон тянулись глубокие рвы, а с западной и северной — крутые склоны к реке и оврагу.

План укреплений Белгорода Киевского

Детинец площадью 12,5 га занимал мысовую часть первоначального городища. С четырёх сторон он был укреплён земляными валами с деревянными конструкциями и сырцовым заполнением. Общая протяжённость валов детинца составляла 1,5 км. Лучше сохранилась их восточная линия протяжённостью 450 м. Валы здесь достигают высоту 11,5 м. Главный въезд в детинец находился в восточной линии укреплений и имел сложное устройство. Валы поворачивали внутрь детинца на 45 м и создавали узкий проезд шириной 2 м, а в местах поворотов валов стояли две въездные башни. Остатки правой башни открыты во время раскопок. Она представляла собой деревянное сооружение размером 3,75 × 2,7 м. От городских ворот в сторону реки проходила центральная улица, идущая с юго-востока на северо-запад. С южной стороны размещался другой въезд в детинец, где валы также закруглялись внутрь. От него с юга на север тянулась улица, выходящая на центральную. Ещё один въезд располагался в северо-восточном углу детинца и вёл в овраг, где проходила главная дорога из Киева в Галич.

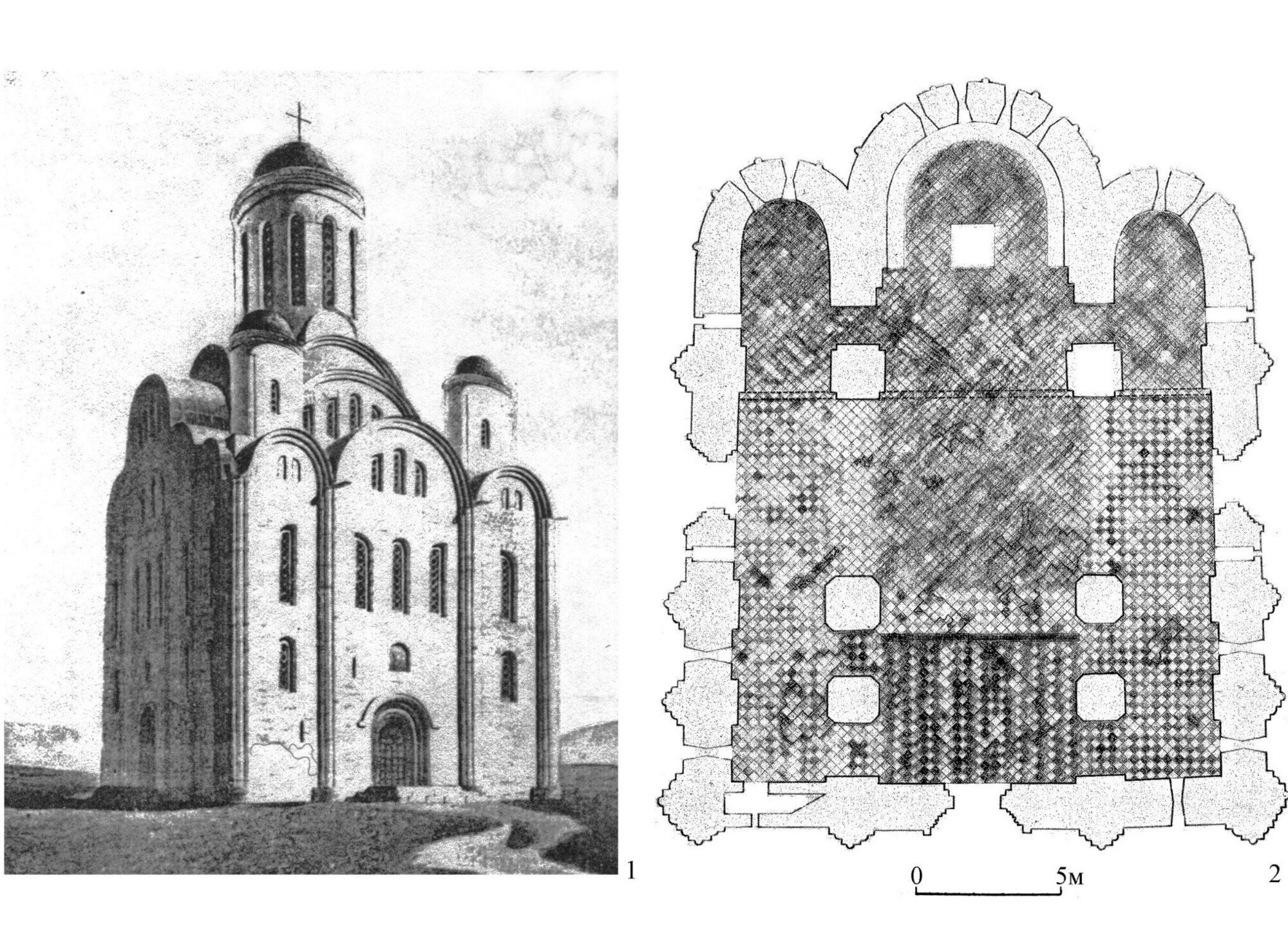
Собор Апостолов

В центральной части детинца находились храмы, княжеские и боярские терема, епископский двор. Большое строительство вёл в Белгороде Киевском обосновавшийся здесь в XII веке Рюрик Ростиславич. Помимо нового собственного двора он воздвиг в 1197 году на месте прежнего деревянного храма большой шестистолпный собор Апостолов — выдающийся памятник древнерусской архитектуры. Во время раскопок раскрыты фундаменты храма, полы, частично стены и другие конструкции. Рядом с собором Апостолов были открыты фундаменты ещё одного довольно крупного четырёхстолпного храма, в котором в 1189 году был погребён епископ Максим.
На восток от детинца был расположен посад, имевший, как и детинец, прямоугольную форму. С севера, востока и юга он был окружён высокими валами с такими же, как и на детинце, деревянными конструкциями и заполнением из сырцовых кирпичей. За валом проходил глубокий ров. Площадь посада составляла 40 га. С северной стороны к детинцу примыкал окольный город площадью 45 га, окружённый высоким земляным валом. За южной линией валов посада был расположен древний могильник XI—XIII веков, в котором в том числе открыты дружинные погребения.
Имея к концу X века общую укреплённую площадь 95 га, Белгород Киевский превосходил по этому параметру Киев, Чернигов и Переяславль того времени, а к началу XIII века уступил лидерство Новгороду (452 га), Киеву (300 га), Чернигову (160 га), Пскову (150 га) и Владимиру-на-Клязьме (145 га).

## Археологические исследования
Археологическое изучение Белгорода началось во второй половине XIX века разведками И. П. Хрущова и В. Б. Антоновича. В 1909—1910 годах раскопки в Белогородке проводил В. В. Хвойка, выявивший остатки древних храмов, жилищ и хозяйственных построек и начавший изучение укреплений древнего города. Более широкие археологические исследования стали возможны только в советское время. Д. И. Блифельд, Б. А. Рыбаков, Ю. С. Асеев, А. Н. Кирпичников, П. А. Раппопорт, М. П. Кучера и другие учёные изучали храмы, валы, жилища и могильники Белгорода Киевского. С 1966 года планомерные раскопки проводила археологическая экспедиция под руководством Г. Г. Мезенцевой и Е. А. Линёвой.

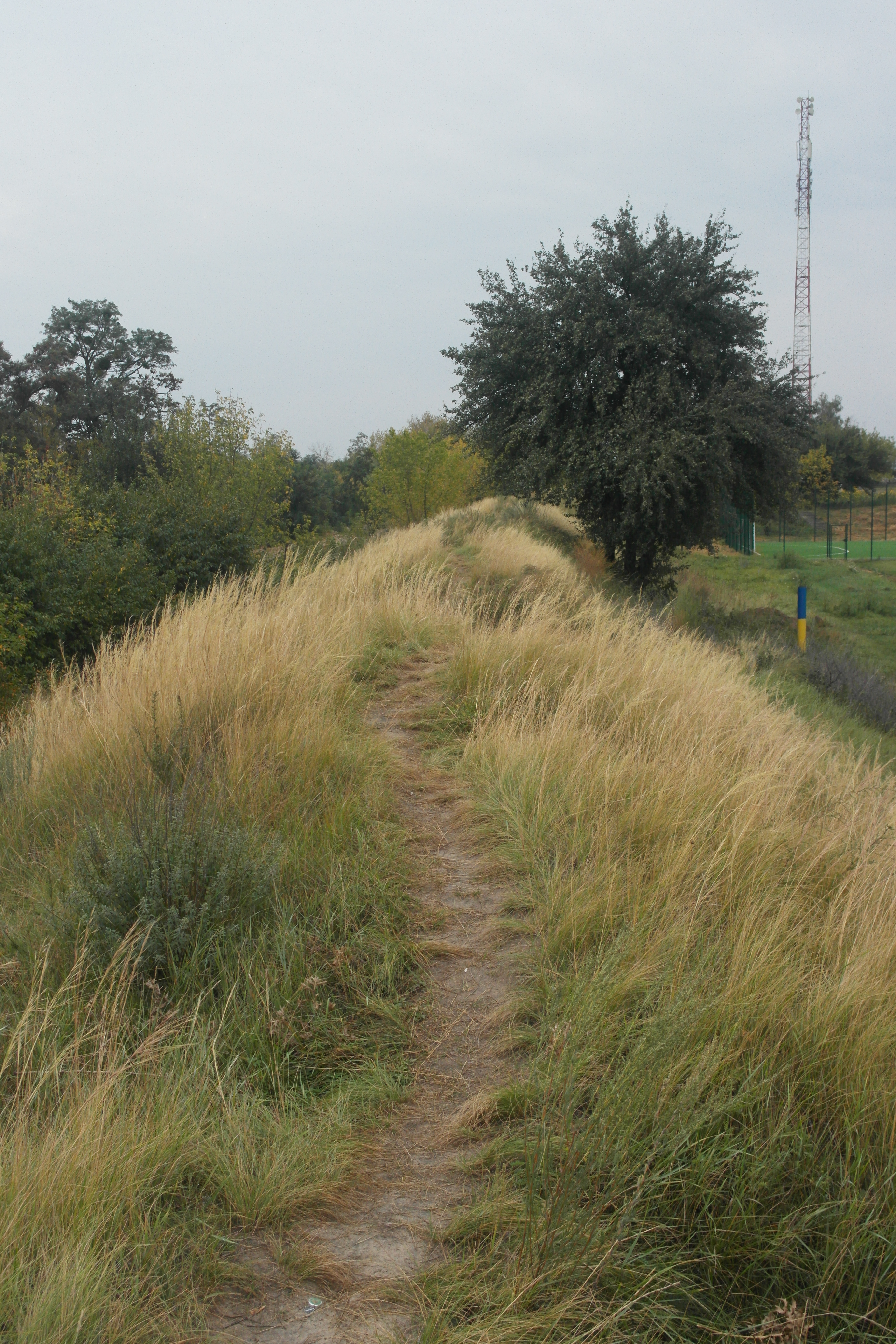
Валы Белгорода Киевского сегодня

Были обнаружены фортификационные сооружения из кирпича, дерева и земли, каменные фундаменты двух храмов, а также много отдельных находок, свидетельствующих о высоком уровне хозяйства, техники и культуры Киевской Руси XI—XIII веков. На территории древнего города раскопаны гончарный горн, косторезная, кузнечная и другие ремесленные мастерские. Глазурованные плитки, изготовленные белгородскими мастерами, отличались сложной орнаментацией. Обнаруженные в Белгороде Киевском жилища XI—XII веков отличались от обычных домов того времени большими размерами, состояли не из одного, а из двух помещений, стены их нередко были облицованы разноцветными глазурованными плитками. О величии и красоте древнего Белгорода дают представление остатки двух каменных храмов, в частности церкви Двенадцати апостолов (1197). Пол церкви был покрыт разноцветными глазурованными плитками, а купола — свинцовыми листами. До сих пор сохранились остатки стенной фресковой росписи золотом.
Собран богатейший вещевой инвентарь, характеризующий быт древнерусских горожан X—XIII веков.

## Список белгородских князей
- Мстислав Владимирович Великий (1117—1125)
- Святослав Ольгович (1141—1146)
- Борис Юрьевич (1149—1151)
- Владимир Мстиславич (1151—1154)
- Мстислав Изяславич (1159—1161)
- Мстислав Ростиславич Храбрый (1161—1163)
- Мстислав Изяславич (1163—1167)
- Мстислав Ростиславич Храбрый (1167—1171)
- Рюрик Ростиславич (1171—1176)
- Роман Ростиславич (1176)
- Рюрик Ростиславич (c 1176)
- Ростислав Рюрикович (1189—1203)
- Глеб Святославич (1205—1206)
- Мстислав Романович (1206—1207)

## Киевский укреплённый район
При строительстве укреплений часть ДОТов разместили на валах. Два ДОТа (№ 382 и № 385) размещены на валах окольного города. Один ДОТ № 376 размещен на валах посада. Четыре ДОТа ((№ 378, № 379, № 380, № 381 размещены на валах детинца. Пулемётные гнёзда типа «Барбет» № 378, № 380, № 381 являются памятниками истории и техники местного значения.

## Галерея

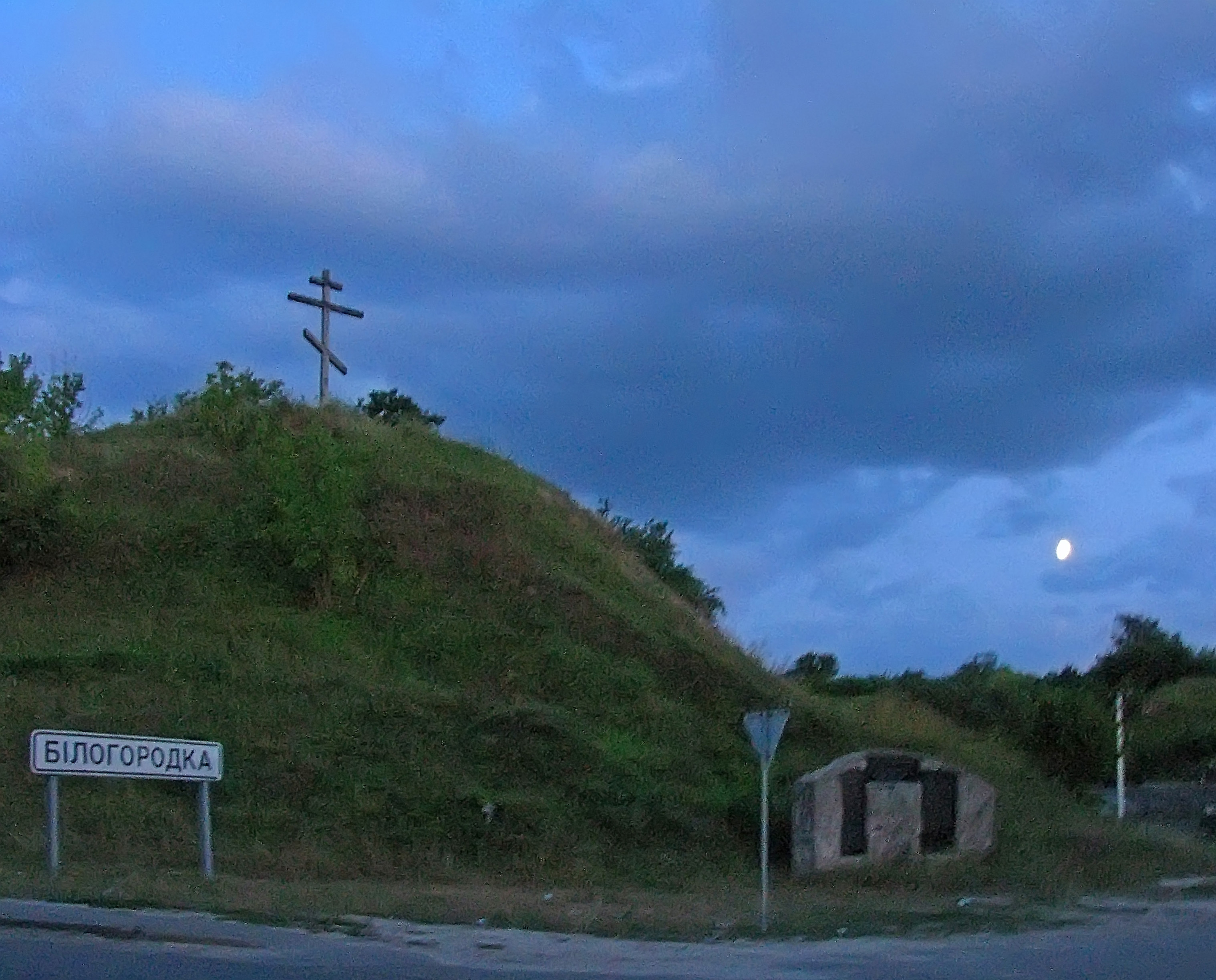
Крепостной холм с остатками 1000-летних валов. Памятник истории национального значения.
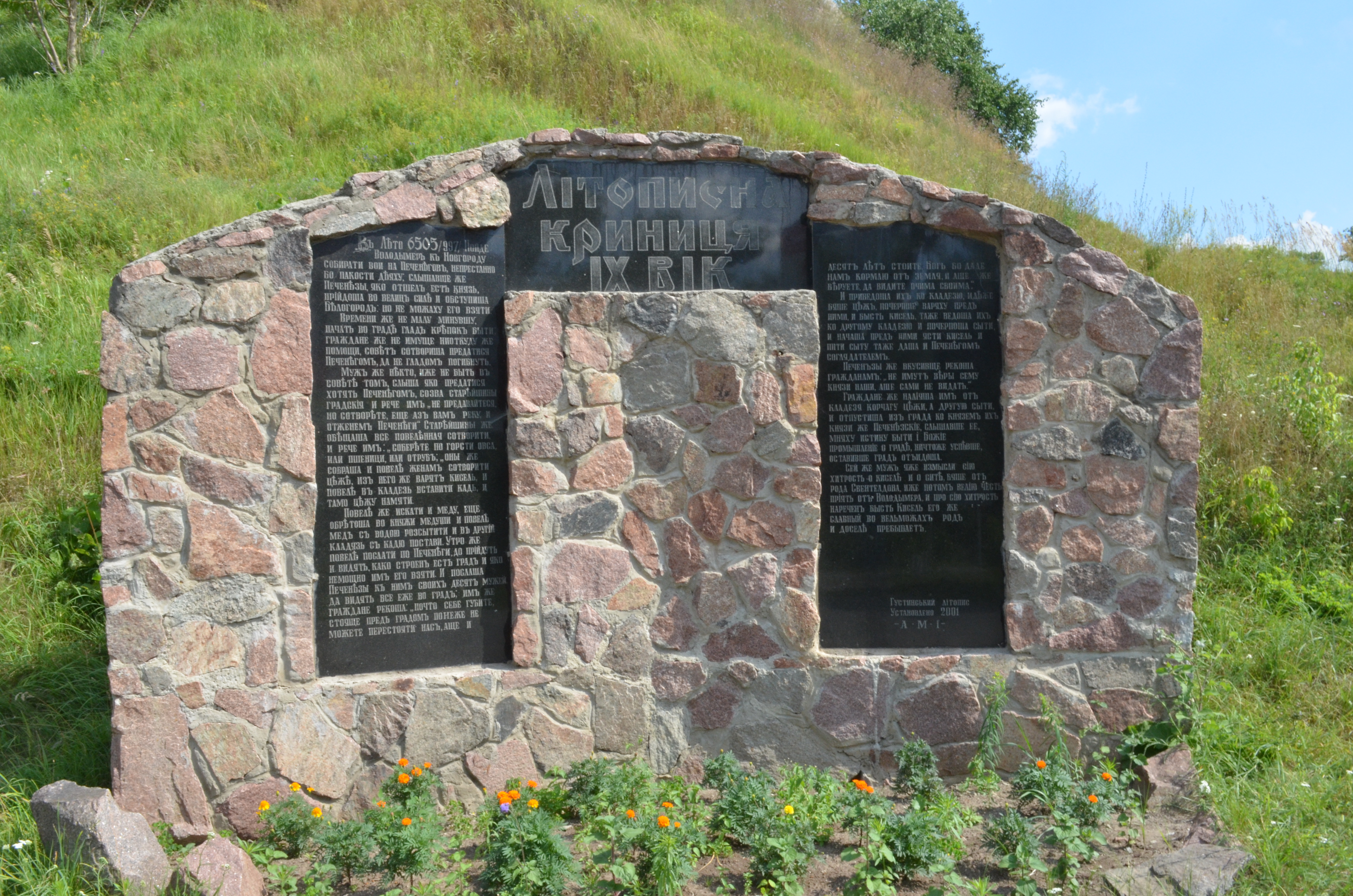
Текст на памятном камне.
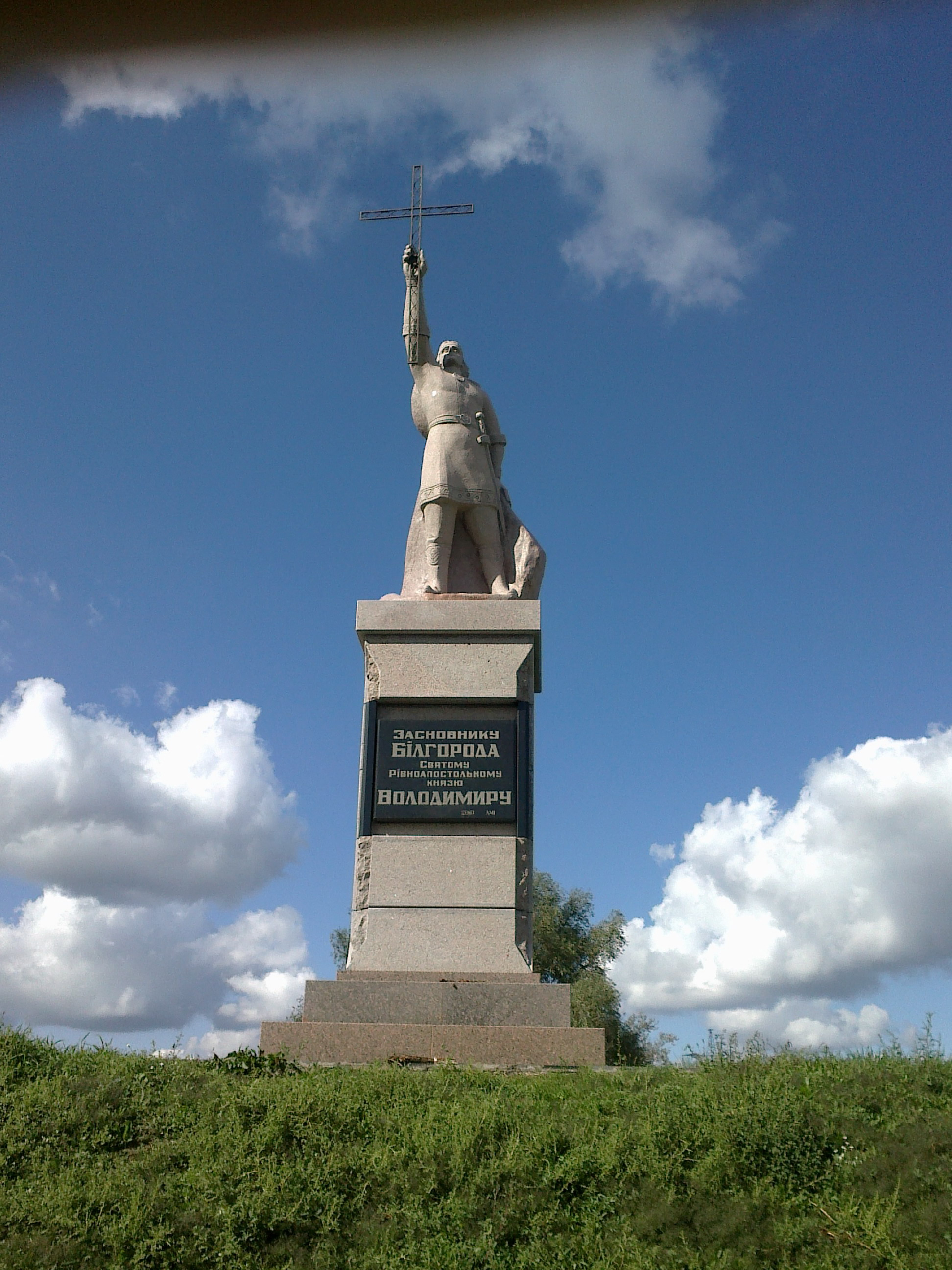
На валу окольного города стоит памятник Владимиру I - основателю города.
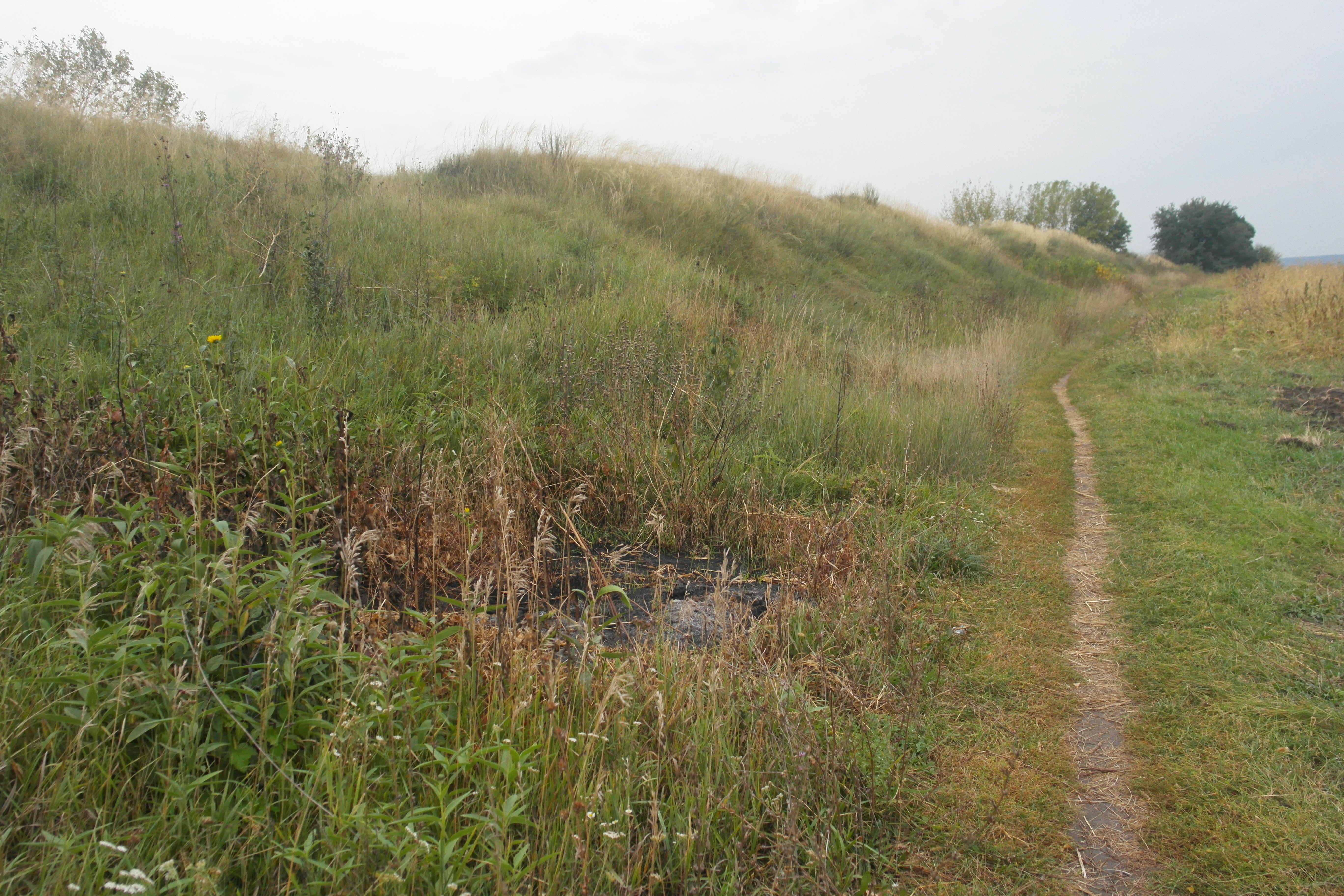
Вал посада. Памятник истории национального значения.
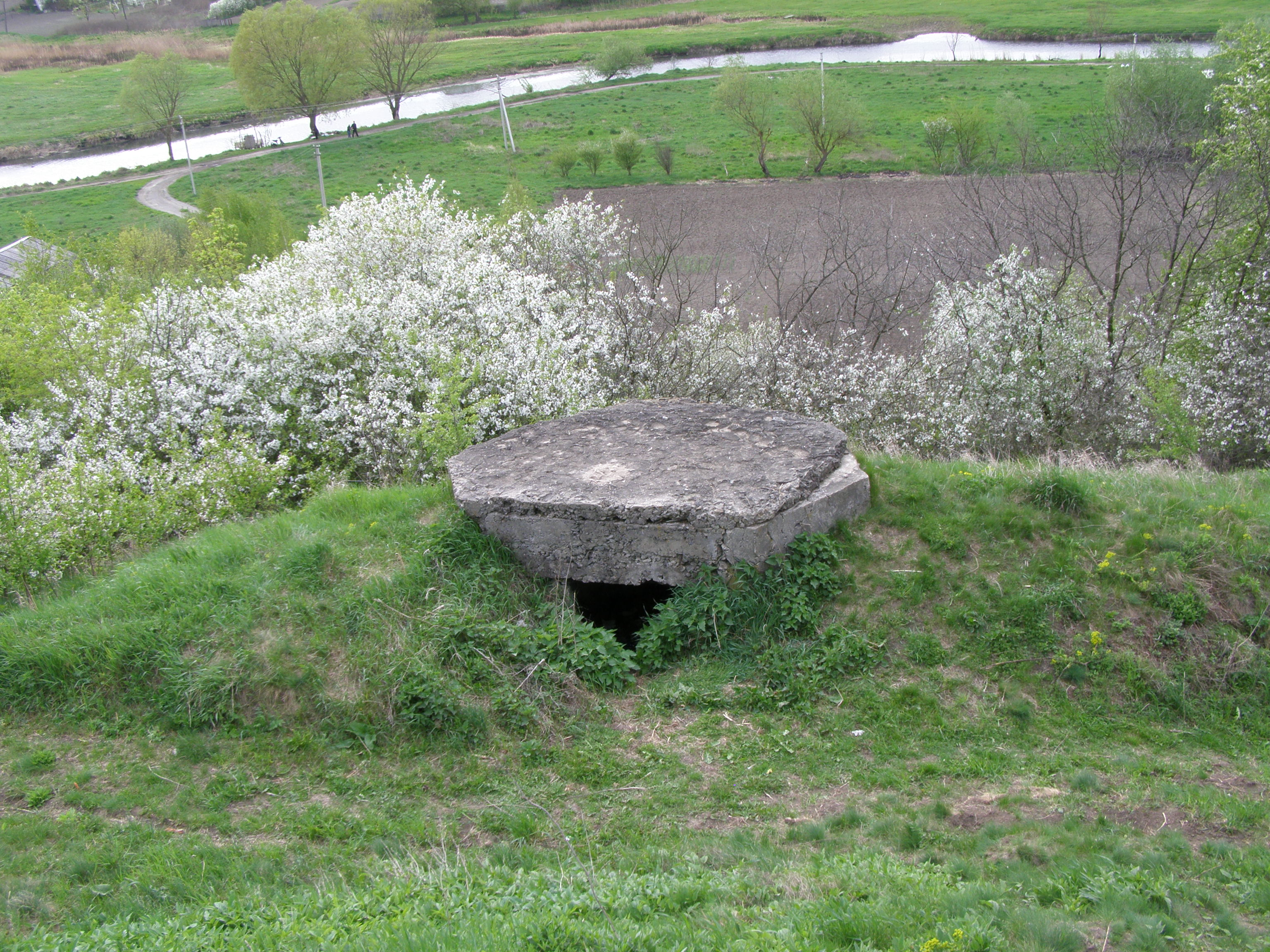
Пулемётное гнездо типа «Барбет»  №380 на валу детинца. Памятник истории и техники местного значения.